# Tebeles
Tebeles (em grego medieval: Τεβέλης; romaniz.: Tebéles; em húngaro: Teveli, Tebel ou Tevel) foi príncipe magiar (arconte) do século X. Era filho de Tarcatzus e neto do grão-príncipe Arpades e pai de Termatzus. Györffy György sugeriu que Tebeles também pode ter sido pai de Zerinde, o Calvo e avô de Cupano.